# Uvaria holtzei
Uvaria holtzei är en kirimojaväxtart som beskrevs av Ferdinand von Mueller. Uvaria holtzei ingår i släktet Uvaria och familjen kirimojaväxter. Inga underarter finns listade i Catalogue of Life.